# Chambeyronia lepidota
Chambeyronia lepidota es una especie de palmera originaria de  Nueva Caledonia de donde es endémica. 

## Taxonomía
Fue descrita por Harold Emery Moore y publicado en Gentes Herbarum en 1978.
Etimología
El nombre del género es llamado así por Charles-Marie-Léon Chambeyron (1827-1891), oficial naval francés e hidrógrafo, que cartografió gran parte de la costa de Nueva Caledonia y  asistió a Eugène Vieillard en la exploración de la isla. (J. Dransfield et al. 2008)
lepidota: epíteto latíno que significa "como escamas"